# 로버트 시핸
로버트 시핸(Robert Sheehan, 1988년 1월 7일 ~ )은 아일랜드의 배우이다.

## 작품 목록
- 모털 엔진 - 톰 내츠워디 역
- 배드 사마리안 - 션 역
- 지오스톰 - 던컨 역
- 제트 트래쉬
- 문 워커스 - 레온 역
- 더 메신저 - 잭 역
- 더 로드 위드인 - 빈센트 역
- 아니타 B.
- 섀도우 헌터스 : 뼈의 도시 - 사이먼 루이스 역
- 체리밤 - 루크 역
- 수어사이드 키즈 - 아치 역
- 액츠 오브 갓
- 킬링 보노 - 이반 맥코믹 역
- 미스핏츠 - 네이쓴 역
- 엄브렐러 아카데미 - 클라우스 하그리브스 역
- 나와 존스부인 - 빌리 역